# Lipofilnost
Lipofilnost je lastnost spojine, ki se topi v maščobah, oljih in lipidih, pa tudi nepolarnih topilih, kot sta toluen in heksan. Tudi ta topila imenujemo lipofilna (v dobesednem prevodu »ljubijo maščobo«), po aksiomu, da se »podobno topi v podobnem«. Lipofilne spojine se torej topijo v drugih lipofilnih spojinah, za razliko od hidrofilnih (tistih, ki »ljubijo vodo«) spojin, ki se topijo v vodi in drugih hidrofilnih spojinah.
Izrazi lipofilnost, hidrofobnost in nepolarnost se včasih uporabljajo kot sopomenke, vendar ne opisujejo nujno iste lastnosti, kot ponazarjajo silikoni in fluoroogljiki, ki so hidrofobni, ne pa tudi lipofilni.